# Beierolpium incrassatum
Beierolpium incrassatum är en spindeldjursart som först beskrevs av Beier 1964.  Beierolpium incrassatum ingår i släktet Beierolpium och familjen Olpiidae. Inga underarter finns listade.